# Niederländische Fußballnationalmannschaft (U-20-Männer)
Die niederländische U-20-Fußballnationalmannschaft ist eine Auswahlmannschaft niederländischer Fußballspieler. Sie unterliegt dem Koninklijke Nederlandse Voetbal Bond und repräsentiert ihn international auf U-20-Ebene, etwa in Freundschaftsspielen gegen die Auswahlmannschaften anderer nationaler Verbände oder bei der U-20-Fußball-Weltmeisterschaft.
Die Mannschaft erreichte 1983, 2001 und 2005 das Viertelfinale der WM. 1995 schied sie in der Vorrunde aus.

## Teilnahme an U20-Fußballweltmeisterschaften
| 1977 | nicht qualifiziert |
| 1979 | nicht qualifiziert |
| 1981 | nicht qualifiziert |
| 1983 | Viertelfinale      |
| 1985 | nicht qualifiziert |
| 1987 | nicht qualifiziert |
| 1989 | nicht qualifiziert |
| 1991 | nicht qualifiziert |
| 1993 | nicht qualifiziert |
| 1995 | Vorrunde           |
| 1997 | nicht qualifiziert |
| 1999 | nicht qualifiziert |
| 2001 | Viertelfinale      |
| 2003 | nicht qualifiziert |
| 2005 | Viertelfinale      |
| 2007 | nicht qualifiziert |
| 2009 | nicht qualifiziert |
| 2011 | nicht qualifiziert |
| 2013 | nicht qualifiziert |
| 2015 | nicht qualifiziert |
| 2017 | nicht qualifiziert |
| 2019 | nicht qualifiziert |

## Trainerhistorie
(Auswahl)
- 1982–1983: Kees Rijvers
- 1994–1995: Rinus Israël
- 2001: Louis van Gaal
- 2005: Foppe de Haan
- 2006–2010: Hans Schrijver
- 2012: Adrie Koster
- 2012–2016: Remy Reijnierse
- 2016–2017: Dwight Lodeweges
- 2017–2018: Peter van der Veen
- 2018–2021: Bert Konterman